# Skibotn
Skibotn (nordsamisch Ivgobahta; kvenisch Yykeänperä und Markkina) ist eine Ortschaft in der norwegischen Kommune Storfjord (nordsamisch Omasvuona) in der Provinz (Fylke) Troms. Der Ort hat 540 Einwohner (Stand: 1. Januar 2024).

## Geografie
Skibotn liegt am Ostufer des Fjords Storfjorden, des inneren Abschnitts des Fjords Lyngen. Der Ort erstreckt sich entlang der Fjordbucht Skibotnbukta. In Skibotn mündet der Fluss Skibotnelva (nordsamisch Gálggojohka; kvenisch Yykeänperänjoki) in die Bucht. Der Fluss fließt durch das Tal Skibotndalen aus dem Südosten kommend auf das Dorf zu.

## Geschichte und Einwohner
Der Ort wird bereits in schriftlichen Quellen des 16. Jahrhunderts genannt. Skibotn hat eine lange Tradition als Marktplatz. Auf dem Markt trafen Händler aus dem gesamten Gebiet der Nordkalotte aufeinander. Auch heute sind noch alte Markthäuser erhalten.
Die Bewohner von Skibotn sind zum größten Teil entweder Nachkommen der Kvenen und Samen oder Immigranten aus Süd- und Mittel-Norwegen bzw. deren Nachkommen. Der bedeutende samische Schriftsteller Nils-Aslak Valkeapää verbrachte einen großen Teil seines Lebens in Skibotn.

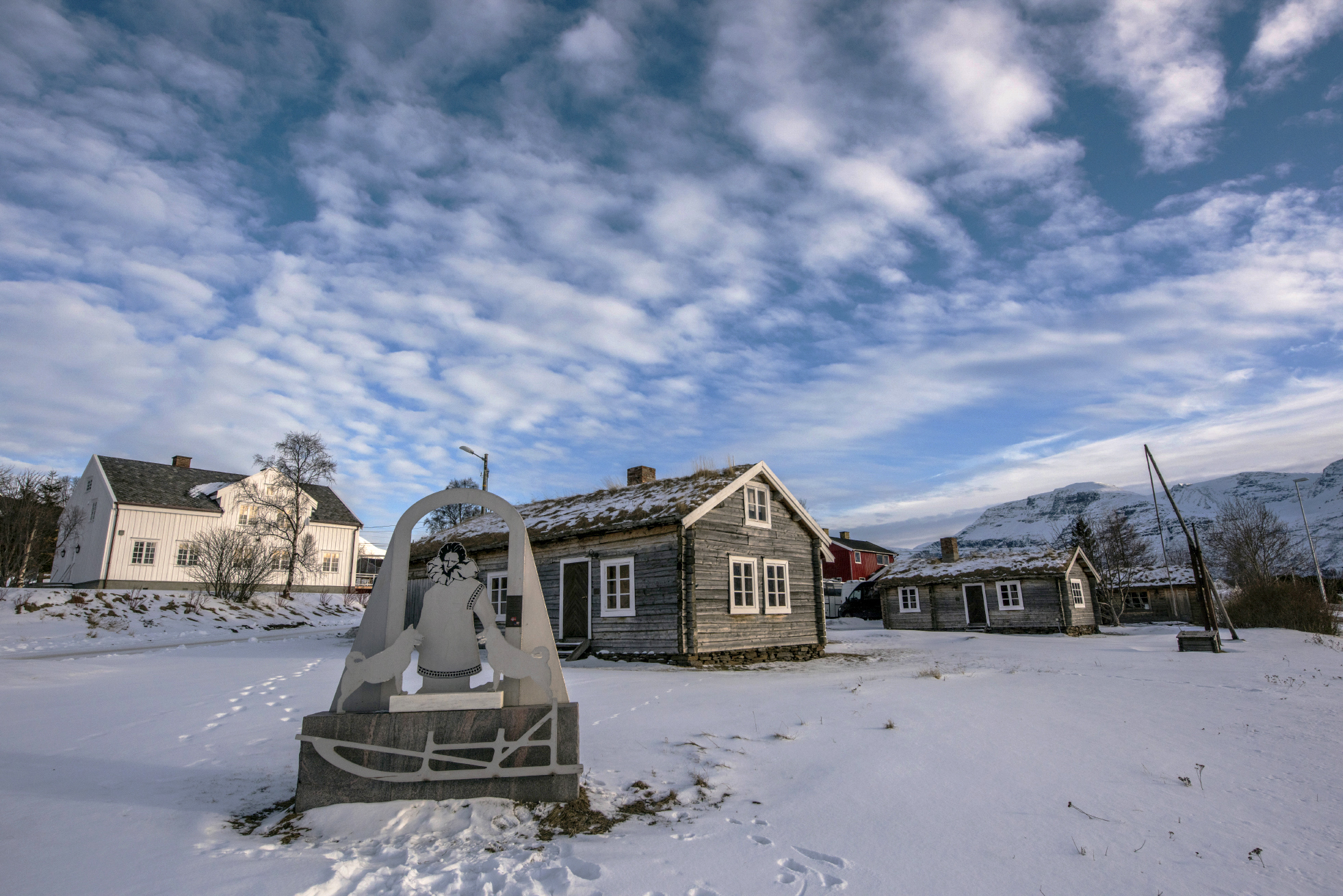
Marktplatz von Skibotn
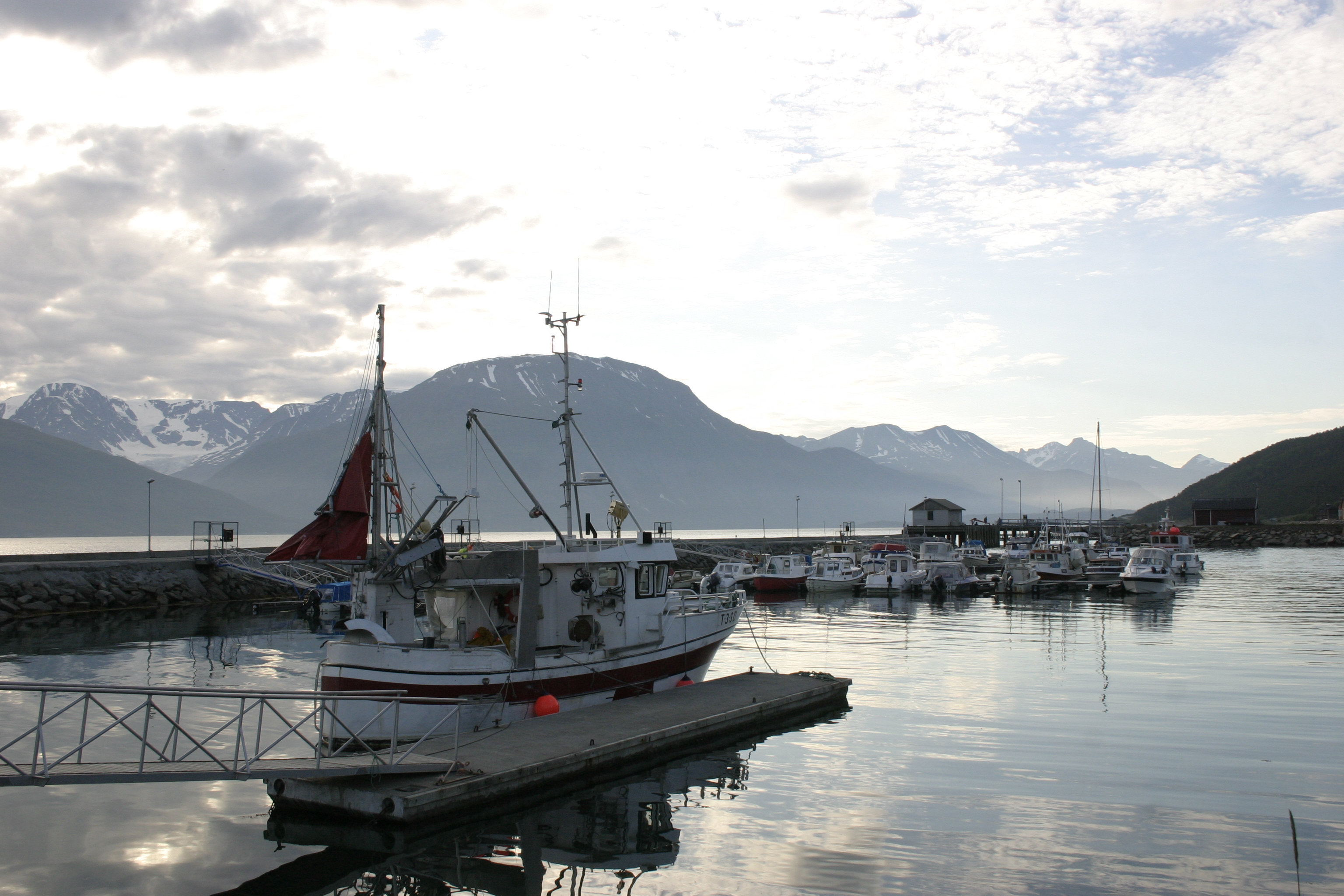
Hafen von Skibotn

## Klima
Skibotn ist bekannt für sein trockenes Mesoklima mit häufig klarem Himmel und die kalkhaltigen Kiefernwälder mit seltenen Orchideen. Wegen des Klimas gibt es eine astrophysikalische Sternwarte, die in Skibotn gelegen ist.

## Verkehr
Durch den Ort führt in Süd-Nord-Richtung die Europastraße 6 (E6). Diese verläuft entlang der Ostküste des Fjords Storfjorden. Auf Höhe von Skibotn mündet die Europastraße 8 (E8) in die E6. Die E8 führt von Finnland aus dem Südosten durch das Tal Skibotndalen auf Skibotn zu.

## Name
Der Ort hat neben seinem norwegischen Namen Skibotn auch den offiziellen nordsamischen Namen Ivgobahta sowie den offiziellen kvenischen Namen Yykeänperä. Mit Markkina existiert zudem ein weiterer kvenischer Name für den Ort. Dieser leitet sich von
der historischen Bedeutung des Dorfes als Markt- und Handelsplatz ab.
Der norwegische Name wurde 1723 in der Form Skibbotten festgehalten. Dabei handelt es sich vermutlich um eine Zusammensetzung der beiden Begriffe skip (deutsch Schiff) und botn. Letzterer steht für das innere Ende eines Fjords und kommt vielerorts in norwegischen Ortsnamen vor. Der nordsamische Name setzt sich aus Ivgu und bahta zusammen. Der Bestandteil bahta hat dabei die gleiche Bedeutung wie botn. Ivgu ist der nordsamische Name des Fjords Lyngen. Die gleiche Herkunft hat der offizielle kvenische Name. Hier ist der Fjordname Yykeä und perä ist das entsprechende Wort für botn beziehungsweise bahta.